# Cryptus lentus
Cryptus lentus là một loài tò vò trong họ Ichneumonidae.